# Gilbert Adair
Gilbert Adair, född 29 december 1944 i Edinburgh, död 8 december 2011 i London, var en brittisk (skotsk) författare, filmkritiker och journalist.
Adair vann Scott Moncrieff Translation Prize för boken A Void, vilken var en översättning av den franska La Disparition av Georges Perec. Denna bok, och även översättningen, innehöll inte en enda gång bokstaven e. Hans verk brukade jämföras med de av Julian Barnes, A.S. Byatt och Patrick Gale.
Från 1968 till 1980 bodde han i Paris. Därefter bodde han fram till sin död i London.
Hans tidiga verk inkluderade två oaktoriserade uppföljare till klassiska verk inom viktoriansk engelsk litteratur: Alice through the Needle's Eye (uppföljare till Alice in Wonderland och Alice Through the Looking Glass) och Peter Pan and the Only Children (uppföljare till Peter and Wendy). Adair avled den 8 december 2011.

### Skönlitteratur
- Alice through the Needle's Eye (1984)
- Peter Pan and the Only Children (1987)
- The Holy Innocents (1988)
- Love and Death on Long Island (1990)
- The Death of the Author (1992)
- The Key of the Tower (1997)
- A Closed Book (1999)
- The Dreamers (2003)
- Buenas Noches, Buenos Aires (2004)
- The Act of Roger Murgatroyd (2006)
- A Mysterious Affair of Style (2007)
- And Then There Was No One (2009)

### Facklitteratur
- A Night at the Pictures (tillsammans med Nick Roddick) (1985)
- Myths & Memories (1986)
- Hollywood's Vietnam (1981)
- The Postmodernist Always Rings Twice (1992)
- Wonder Tales: Six French Stories of Enchantment (redaktör tillsammans med Marina Warner) (1995)
- Flickers (1995)
- Surfing the Zeitgeist (1997)
- Movies (redaktör) (1999)
- The Real Tadzio (2001)

### Översättningar
- Letters av François Truffaut (1990) (även redaktör)
- A Void av Georges Perec (1994)
- Zazie in the Metro av Raymond Queneau (2000) (även ett förord)

### Utgivet på svenska
- De heliga oskulderna 1991

## Filmatiseringar
- Filmen Love and Death on Long Island, 1997 av Richard Kwietniowski baserades på hans roman från 1990 med samma namn.
- Filmen The Dreamers av Bernardo Bertolucci, med manus av Adair, baserade sig på hans bok The Holy Innocents.

## Priser och utmärkelser
- Author's Club First Novel Award 1988 för The Holy Innocents